# Fernando Rodríguez (calciatore 2000)
Fernando Iván Rodríguez (Villa Gobernador Gálvez, 5 ottobre 2000) è un calciatore argentino, difensore del Def. de Belgrano in prestito dall'Almirante Brown.

## Caratteristiche tecniche
È un terzino sinistro.

## Carriera
Rodríguez è cresciuto nel settore giovanile del Rosario Central, dove ha firmato il primo contratto professionistico il 4 febbraio 2022. Ha debuttato il 25 settembre seguente nell'incontro di Primera División pareggiato 1-1 contro il Platense.
Rimasto inutilizzato nel 2023, a fine anno è rimasto svincolato dal club gialloblu ed ha firmato un contratto annuale con l'Almirante Brown.

## Statistiche

### Presenze e reti nei club
Statistiche aggiornate al 1º agosto 2024.
| Stagione        | Squadra         | Campionato      | Campionato | Campionato | Coppe nazionali | Coppe nazionali | Coppe nazionali | Coppe continentali | Coppe continentali | Coppe continentali | Altre coppe | Altre coppe | Altre coppe | Totale | Totale | Totale |
| Stagione        | Squadra         | Comp            | Pres       | Reti       | Comp            | Pres            | Reti            | Comp               | Pres               | Reti               | Comp        | Pres        | Reti        | Pres   | Reti   |        |
| --------------- | --------------- | --------------- | ---------- | ---------- | --------------- | --------------- | --------------- | ------------------ | ------------------ | ------------------ | ----------- | ----------- | ----------- | ------ | ------ | ------ |
| 2022            | Rosario Central | PD              | 4          | 0          | CA+CdL          | 0               | 0               |                    | -                  | -                  |             | -           | -           | 4      | 0      |        |
| 2023            | Rosario Central | PD              | 0          | 0          | CA+CdL          | 0               | 0               |                    | -                  | -                  |             | -           | -           | 0      | 0      |        |
| 2024            | Almirante Brown | PN              | 16         | 0          | CA              | 1               | 0               |                    | -                  | -                  |             | -           | -           | 17     | 0      |        |
| Totale carriera | Totale carriera | Totale carriera | 20         | 0          |                 | 1               | 0               |                    | -                  | -                  |             | -           | -           | 21     | 0      |        |

## Palmarès

### Club

#### Competizioni nazionali
- Copa de la Liga Profesional: 1

Rosario Central: 2023